# Coihue (Chile)
Coihue, antiguamente Coigüe, es una villa chilena ubicada en la comuna de Negrete, a 23 km al suroeste de Los Ángeles. Posee una estación ferroviaria, que es detención del Servicio Regional Talcahuano-Renaico y el Servicio Largo Recorrido EFE Temuco. Las personas que habitan el área de Coihue son conocidas con el gentilicio de Coihuinos.

## Ubicación
Al norte tiene el Río Biobío, que es cruzado por el Puente Ferroviario Biobío en Coihue, y unos kilómetros hacia el oriente hay un puente caminero. Por la ribera sur del río Biobío se encuentra la salida de la Ruta de la Madera, que pasa por el norte de este poblado. Por el oeste del pueblo comienza el camino que recorre el sector del Bajo (Vertiente Oriental de la Cordillera de Nahuelbuta), que une las localidades de Nacimiento, Coihue, Rihue, Renaico y Angol, entre otras.

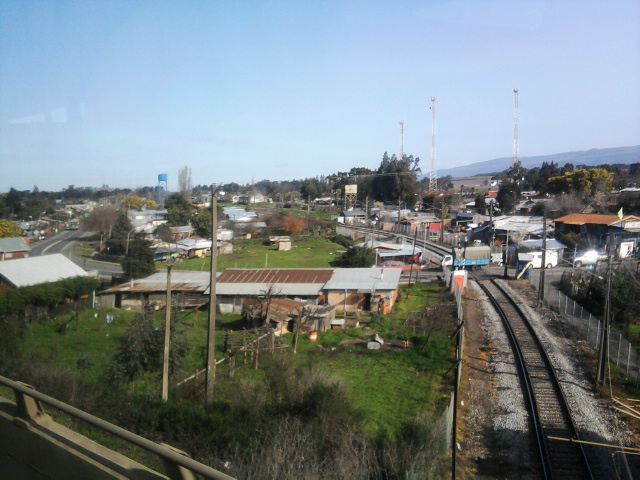
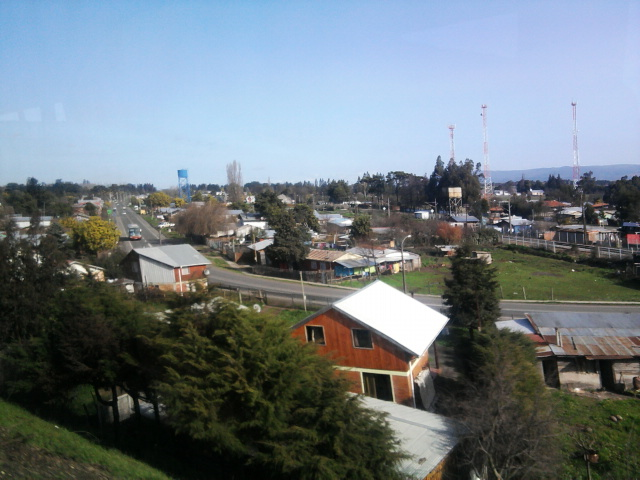
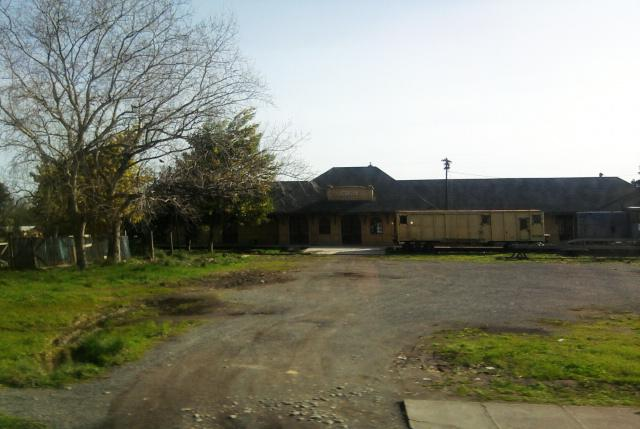
Estación Coihue

- Datos: Q5776584
- Multimedia: Estación Coihue / Q5776584